# Sérignac (Tarn i Garonna)
Sérignac – miejscowość i gmina we Francji, w regionie Oksytania, w departamencie Tarn i Garonna.
Według danych na rok 1990 gminę zamieszkiwały 483 osoby, a gęstość zaludnienia wynosiła 15 osób/km² (wśród 3020 gmin regionu Midi-Pireneje Sérignac plasuje się na 603. miejscu pod względem liczby ludności, natomiast pod względem powierzchni na miejscu 264.).